# Pitiyanqui
Pitiyanqui es un modismo despectivo originario de Puerto Rico durante la década de los 40 y 50, para describir a aquellas personas que, sin tener la nacionalidad estadounidense, adoptan sus costumbres e imitan su estilo de vida considerándolo mejor, aun cuando sea discordante con su entorno o tradiciones locales. Su origen viene del francés petit (pequeño) y el término yankee. El creador del modismo fue el poeta puertorriqueño Luis Llorens Torres (1876-1944).

## En Venezuela
En Venezuela, el vocablo fue introducido en las décadas de 1940 y 1950 por Mario Briceño Iragorry, quien en artículos publicados solía utilizarlo.
El término fue utilizado por los presidentes Hugo Chávez, Nicolás Maduro y sus seguidores, para referirse despectivamente a los opositores al gobierno socialista, la autodenominada Revolución Bolivariana.